# Giacinta (romanzo)
Giacinta, pubblicato da Luigi Capuana nel 1879, è il primo romanzo verista, apparso in Italia.
Il libro è dedicato a Émile Zola, di cui Capuana aveva recensito con ammirazione L'assomoir, tuttavia senza assumerne totalmente le formulazioni letterarie Naturaliste.
È stato anche definito un romanzo di formazione in negativo, poiché il percorso di maturazione porta la protagonista a una sconfitta personale su tutti i fronti.

## Storia editoriale
Pubblicato per la prima volta nel 1879 a Milano (ed. Brigola), il romanzo è stato riedito nel 1885, completamente rifatto, dall'editore Giannotta di Catania. Nel 1886, sempre con Giannotta, la nuova versione è corredata dall'introduzione dell'Autore. Una terza edizione riveduta (pubblicata ancora da Giannotta e con prefazione dell'Autore) esce nel 1889.

## Trama
La vicenda si svolge nel periodo immediatamente post-unitario, ma l'ambientazione rimane imprecisata.
Giacinta è figlia di Paolo e Teresa Marulli. Cresciuta nell'abbandono più totale da parte della famiglia, nella prima adolescenza viene violentata dal factotum di casa Beppe. In seguito s'innamora di Andrea Gerace, modesto impiegato della Banca provinciale, ma sposa un uomo che non ama, il corrotto conte Giulio Grippa di San Gelso. Quest'ultimo scopre il legame adulterino della moglie con Andrea, ma accetta lo stesso di vivere con la protagonista in un rapporto fraterno. Giacinta, durante la festa del matrimonio col conte, ha avuto una relazione con Andrea in una stanza, da questa nascerà una bambina, che non farà mai avvicinare al conte perché le vuole evitare quel ribrezzo. La madre invece, preoccupata per la figlia, nel tentativo di salvare almeno le apparenze, riesce a scacciare di casa Andrea; Giacinta spinge l'amante a lasciare l'impiego e ad accettare di vivere del denaro che lei stessa gli offre. Da questo momento Andrea si accorge di non amare più Giacinta, anche se non ha il coraggio di troncare definitivamente il rapporto con lei. La bambina poi si ammala di difterite e muore; l'indifferenza di Andrea di fronte alla sventura fa capire a Giacinta perché quel folle amore sia così presto finito e poiché adesso la sua vita non ha più senso si uccide.

## Personaggi
Giacinta: la protagonista del romanzo che, dopo un'adolescenza difficile, sfida le convenzioni e l'ipocrisia della società in cui vive, trionfando su di esse temporaneamente. Giacinta è un caso patologico, la cui crisi viene osservata e analizzata da Capuana e dal suo alter ego narrativo, il dottor Follini.
Andrea Gerace: l'unico vero amore di Giacinta, dimostra di esser un uomo debole e completamente assoggettato alla volontà della protagonista. Alla fine cercherà di scappare di nascosto, senza riuscirvi.
Teresa Marulli: madre di Giacinta, ha avuto molti amanti ed è avida di denaro. Dopo aver assoggettato il marito, compie una discreta ascesa economico-sociale, diventando amante del direttore della Banca provinciale. Non sarà in grado di rompere il rapporto adulterino di Andrea con la figlia, riconoscendo a quest'ultima una totale indipendenza.
Paolo Marulli: padre della protagonista, personalità debole ma è l'unico ad aver voluto veramente bene a Giacinta.
Beppe: violentatore di Giacinta, è un ragazzo scaltro e audace, cresciuto in strada e tra le bettole.
Marietta: domestica di Giacinta, fedele confidente della padrona.
Conte Giulio: nobile corrotto e rozzo, viene sposato da Giacinta per mantenere le apparenze di fronte alla società.

## Opere derivate
Nel 1888 è stata messa in scena l'omonima commedia in 5 atti, opera dell'autore stesso.
Nel 1980, dal romanzo è stata prodotta l'omonima miniserie televisiva, in tre episodi, diretta da Gianluigi  Calderone, con Franca Maria De Monti, Beppe Chierici, Teresa Ricci e Veronica Lazar.

## Edizioni
- Luigi Capuana, Giacinta, Milano: A. Cervieri, [dopo il 1879]
- Luigi Capuana, Giacinta, Milano: G. Brigola, 1879
- Luigi Capuana, Giacinta, Catania: Niccolo Giannotta, 1886
- Luigi Capuana, Giacinta, Milano: A. Cervieri, [pref. 1889]
- Luigi Capuana, Giacinta, Sesto S. Giovanni: Madella, 1914
- Luigi Capuana, Giacinta, Milano: Casa editrice Bietti, [1919?]
- Luigi Capuana, Giacinta, Milano: A. Barion, 1924
- Luigi Capuana, Giacinta, con prefazione dell'Autore, Milano: F.lli Treves, 1930
- Luigi Capuana, Giacinta: ed altri racconti, a cura di Geno Pampaloni, Firenze: Vallecchi, 1972
- Luigi Capuana, Giacinta, Milano: Mursia, 1980
- Luigi Capuana, Giacinta, introduzione e cura di Enrico Ghidetti, Roma: Editori Riuniti, 1980
- Luigi Capuana, Giacinta: secondo la 1. edizione del 1879, a cura di Marina Paglieri; introduzione di Guido Davico Bonino, Milano: A. Mondadori, 1980
- Luigi Capuana, Giacinta, a cura di Paolo Trama, Napoli: Esselibri, 1997
- Luigi Capuana, Giacinta, Torino: Marco Valerio, 2003
- Luigi Capuana, Giacinta, introduzione di Giorgio Patrizi, Roma: La Repubblica, 2005
- Luigi Capuana, Giacinta, Audiolibro, lettore Giovanni Amato, Anzola dell'Emilia (BO): Edizioni Nataly Queen di Bignardi Angela, 2008